# Sorbo San Basile
Sorbo San Basile es una localidad italiana de la provincia de Catanzaro, región de Calabria, con 918 habitantes.

## Evolución demográfica
| Gráfica de evolución demográfica de Sorbo San Basile entre 1861 y 2001 |
|                                                                        |
| Fuente ISTAT - Elaboración gráfica por parte de Wikipedia              |